# 鬚後水

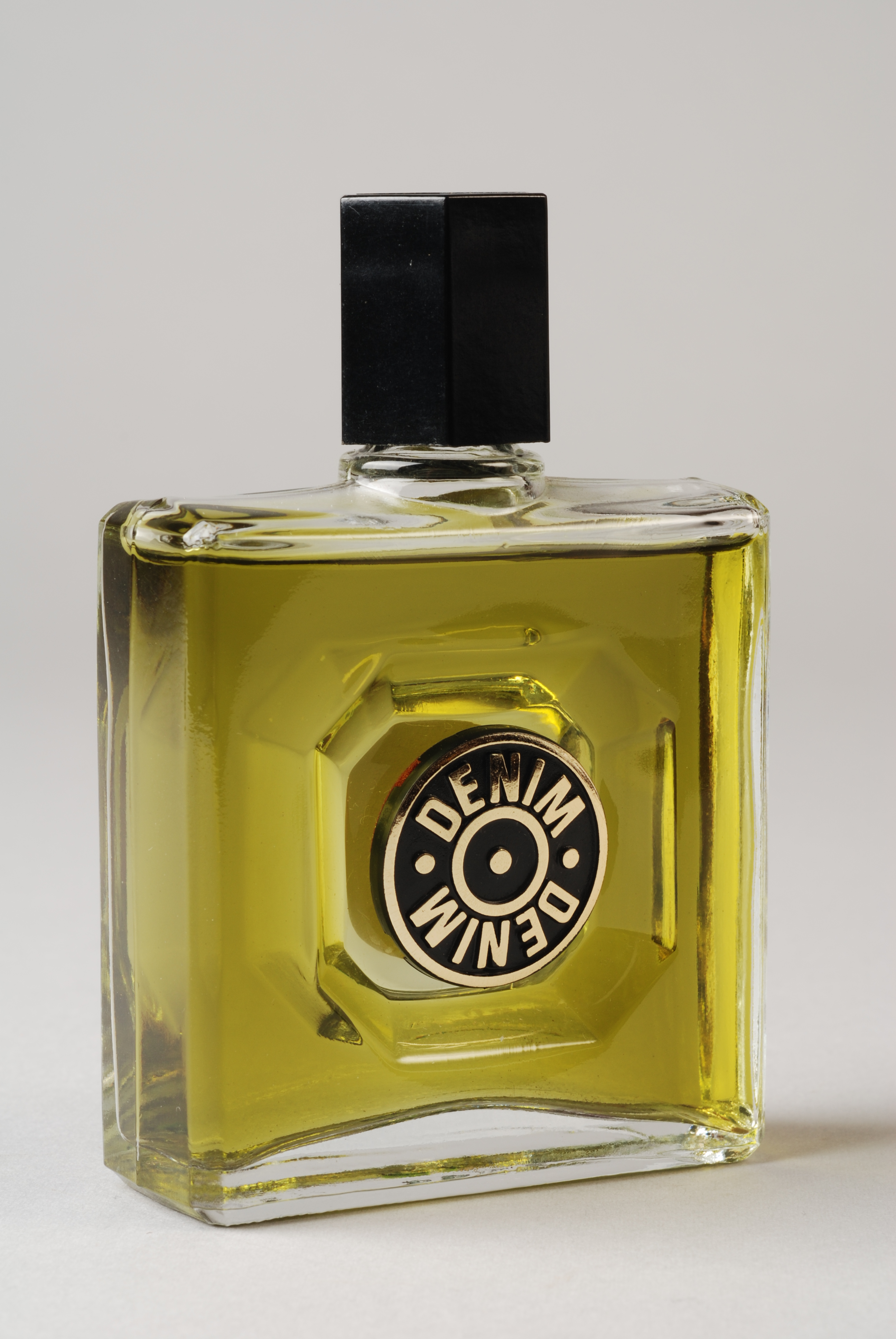
牛仔须后水

鬚後水是男性在剃鬚之後於剃過的部位塗的一種液體。可能含有變性酒精等抗菌劑以免剃後感染，但因為使用了酒精的緣故也會使得人感覺到一種燒灼感，這種感覺可能會持續幾分鐘。 剃鬚水的使用可追溯至古羅馬時代， 因為常與古龍水成份相似，二者易被混淆。
早期的鬚後水包括金縷梅酊劑和月桂油，這些物質至今仍然被用作鬚後水的原料。